# 192-я стрелковая дивизия (2-го формирования)
192-я стрелковая дивизия (192 сд) — воинское формирование (соединение, стрелковая дивизия) РККА в Великой Отечественной войне.
Дивизия участвовала в боевых действиях:
- 12.07.1943 — 30.04.1945
- 09.08.1945 — 03.09.1945

Сокращённое наименование — 192 сд

## История

### Великая Отечественная война
Создана 20 мая 1943 года как 192-я стрелковая дивизия второго формирования на Западном фронте путём слияния двух отдельных стрелковых бригад (64-й (II ф) и 112-й). Место формирования — окрестности деревни Свиноройка Сычёвского района Смоленской области.
С 7 августа 1943 года в ходе Смоленской операции в составе 68-й армии Западного фронта дивизия приняла участие в наступательных боях за деревни Рысавы, Речица, Терентьево, Никольское, Шимени и Юшково Смоленской области. 25 сентября 1943 года дивизия отличилась при освобождении Смоленска. С октября 1943 года по 28 января 1944 года — в активной обороне на рубеже Россосны — Бобров. Затем вошла в подчинение 31-й армии (с 23 апреля — в составе 3-го Белорусского фронта) и заняла оборону на рубеже Ольховка, Осинстрой
25 июня 1944 года дивизия перешла в наступление и участвовала в Белорусской, Витебско-Оршанской наступательных операциях. Её части форсировали реку Оршица и перерезали ж.-д. линии Орша — Смоленск и Орша — Витебск. 27 июня они ворвались в город Орша и очистили его от противника. За эти бои приказом ВГК от 06.07.1944 ей было присвоено наименование «Оршанская». Продолжая преследовать противника, 30 июня дивизия вышла к реке Березина и форсировала её. В дальнейшем участвовала при освобождении городов Борисов Минской области (1 июля 1944 года), самой столицы советской Белоруссии — Минска (3 июля 1944 года), районного посёлка Вороново Гродненской области (11 июля 1944 года), а также города Расейняй (9 августа 1944 года) — районного центра Литовской ССР (ныне — Литовская Республика). Кроме того, в тех боях дивизия под огнём противника успешно форсировала такие серьёзные водные преграды, как реки Неман и приграничную к Восточной Пруссии Шешупе. С 1 сентября дивизия была подчинена 39-й армии и заняла оборону в районе нас. пунктов Рабши и Калнуи. С 6 октября она принимала участие в Прибалтийской, Мемельской наступательных операциях. С февраля 1945 года — в составе Земландской группы войск дивизия участвовала в Гумбинненской, Восточно-Прусской, Инстербургско-Кенигсбергской, Кенигсбергской и Земландской наступательных операциях.

### Советско-японская война
В конце мая 1945 года дивизия убыла в Монголию в город Чойбалсан, где вошла в состав Забайкальского фронта. В ходе Хингано-Мукденской наступательной операции с 8 августа она перешла в наступление, преодолела Большой Хинган и к 18 августа сосредоточилась в районе города Ванемяо, где до конца сентября находилась в резерве фронта. Приказом ВГК от 20 сентября 1945 г. за отличие в боях против японских войск при прорыве Маньчжуро-Чжалайнорского и Халун-Аршанского укрепленных районов, форсировании горного хребта Большой Хинган ей было присвоено наименование "Хинганская "

### Послевоенное время
В соответствии с директивой Генерального штаба Красной Армии № орг/1/576 от 8 октября 1945 года в городе Чите происходила реорганизация дивизии как соединения РККА, которая окончательно завершилось к 1 декабря 1945 года. После чего дивизия была переподчинена НКВД, а затем МВД СССР и стала именоваться 76-й Оршанско-Хинганской Краснознамённой дивизией конвойных войск МВД СССР, которая занималась охраной расположенных в Забайкалье лагерей с японскими военнопленными.
С 1947 года местом дислокации штаба дивизии стала столица СССР город Москва — военный городок внутренних войск МВД СССР по улице Подбельского.
На основании приказа МВД СССР № 0026 от 18 мая 1951 года соединение получило новые порядковый номер и официальное наименование — 1-й отдельный Оршанско-Хинганский Краснознамённый отдел (так в 1951—1968 гг. в ВВ было принято именовать дивизии) конвойной (впоследствии — внутренней и конвойной) охраны МВД СССР (с 13 января 1960 — МВД РСФСР).
Весной 1961 года представителями командования 1-го Оршанско-Хинганского Краснознамённого отдела внутренней и конвойной охраны МВД РСФСР (г. Москва) на базе этих двух конвойных подразделений была сформирована новая воинская часть, которая в соответствии с приказом МВД РСФСР № 0187 от 20 апреля 1961 года получила наименование «283-й отдельный дивизион конвойной охраны МВД РСФСР» и условный номер — «в/ч 6532». Местом её постоянной дислокации стал военный городок бывшей 86-й отдельной команды (Калининград, улица Красная, 226).
В соответствии с Постановлением Совета Министров СССР от 19 ноября 1968 года 1-й отдел, как и все остальные соединения, части и подразделения внутренних войск, получил войсковую организационную структуру и новый порядковый номер. И, начиная с 15 декабря 1968 года, это новое-старое соединение стало именоваться, как 36-я Оршанско-Хинганская Краснознамённая дивизия внутренних войск МВД СССР.
На основании приказа МВД СССР № 0127 от 7 мая 1986 года 36-я дивизия была реорганизована в объединение — Центральное Оршанско-Хинганское Краснознамённое управление внутренних войск МВД СССР со штабом в Москве. В свою очередь весной 1993 года данное управление в соответствии с приказом МВД России № 024 от 23 марта 1993 года послужило базой для создания Московского военного округа МВД России, ставшее в настоящее время Центральным Оршанско-Хинганским Краснознамённым округом Войск национальной гвардии. Это новое объединение также унаследовало некогда принадлежавшие 192-й стрелковой дивизии 2-го формирования РККА воинское почётное наименование «Оршанско-Хинганское» и боевую награду — орден Красного Знамени. Отличительным знаком военнослужащих Московского округа внутренних войск МВД России являлся треугольный чёрный нарукавный шеврон с белым изображением сокола.
Военнослужащие округа принимали участие в ликвидации последствий аварии на Чернобыльской АЭС, выполняли ответственные боевые задачи в горячих точках Закавказья: Сумгаит, Фергана, Нагорный Карабах и Северная Осетия. С первых дней вооруженного конфликта в Чеченской республике военнослужащие встали на защиту конституционного порядка и граждан от незаконных вооруженных формирований.
За мужество и героизм Золотой звезды Героя были удостоены: генерал-майор Геннадий Фоменко, ефрейтор Евгений Бушмелев, лейтенант Олег Бабак (посмертно), полковник Василий Чубенко (посмертно)

## Полное название
192-я стрелковая Оршанско-Хинганская Краснознамённая дивизия

## Состав и награды
- 427-й стрелковый Минский орденов Кутузова и Александра Невского полк

 (17 мая 1945 года — за овладение городом-крепостью Кёнигсберг)
 (12 августа 1944 года — за прорыв обороны немцев на реке Неман)
- 490-й стрелковый Минский орденов Кутузова и Александра Невского полк

 (17 мая 1945 года — за овладение городом-крепостью Кёнигсберг)
 (12 августа 1944 года- за прорыв обороны немцев на реке Неман)
- 753-й стрелковый Минский Краснознамённый орденов Суворова и Кутузова полк

 (12 августа 1944 года — за прорыв обороны немцев на реке Неман)
 (14 ноября 1944 года — за вторжение в Восточную Пруссию)
 (17 мая 1945 года — за овладение городом-крепостью Кёнигсберг)
- 298-й артиллерийский Минский орденов Кутузова и Александра Невского полк

 (17 мая 1945 года — за овладение городом-крепостью Кёнигсберг)
 (12 августа 1944 года — за прорыв обороны немцев на реке Неман)
- 200-й отдельный сапёрный Неманский[8] ордена Красной Звезды батальон

 (17 мая 1945 года — за овладение городом-крепостью Кёнигсберг)
- 417-й отдельный истребительно-противотанковый дивизион
- 513-й отдельный самоходно-артиллерийский дивизион (с 09.08.1945)
- 179-й отдельный батальон связи (ранее — 169-я отдельная рота связи)
- 246-я разведывательная рота
- 153-й медико-санитарный батальон
- 174-я отдельная рота химзащиты
- 45-я автотранспортная рота (ранее 42-я)
- 368-я полевая хлебопекарня
- 1000-й дивизионный ветеринарный лазарет
- 1754-я полевая почтовая станция (Полевая почта № 01866)
- 1714-я полевая касса Госбанка

## Подчинение
| Дата            | Фронт                                            | Армия      | Корпус                  | Примечания |
| --------------- | ------------------------------------------------ | ---------- | ----------------------- | ---------- |
| 01.06.1943 года | Резерв ставки ВГК                                | 68-я армия | -                       | -          |
| 01.07.1943 года | Резерв ставки ВГК                                | 68-я армия | -                       | -          |
| 01.08.1943 года | Западный фронт                                   | 68-я армия | 72-й стрелковый корпус  | -          |
| 01.09.1943 года | Западный фронт                                   | 68-я армия | 72-й стрелковый корпус  | -          |
| 01.10.1943 года | Западный фронт                                   | 68-я армия | 72-й стрелковый корпус  | -          |
| 01.11.1943 года | Западный фронт                                   | 68-я армия | 72-й стрелковый корпус  | -          |
| 01.12.1943 года | Западный фронт                                   | 5-я армия  | 72-й стрелковый корпус  | -          |
| 01.01.1944 года | Западный фронт                                   | 49-я армия | 61-й стрелковый корпус  | -          |
| 01.02.1944 года | Западный фронт                                   | 49-я армия | 61-й стрелковый корпус  | -          |
| 01.03.1944 года | Западный фронт                                   | 49-я армия | 61-й стрелковый корпус  | -          |
| 01.04.1944 года | Западный фронт                                   | 31-я армия | 71-й стрелковый корпус  | -          |
| 01.05.1944 года | 3-й Белорусский фронт                            | 31-я армия | 71-й стрелковый корпус  | -          |
| 01.06.1944 года | 3-й Белорусский фронт                            | 31-я армия | 71-й стрелковый корпус  | -          |
| 01.07.1944 года | 3-й Белорусский фронт                            | 31-я армия | 71-й стрелковый корпус  | -          |
| 01.08.1944 года | 3-й Белорусский фронт                            | 31-я армия | 71-й стрелковый корпус  | -          |
| 01.09.1944 года | 3-й Белорусский фронт                            |            | 113-й стрелковый корпус | -          |
| 01.10.1944 года | 3-й Белорусский фронт                            | 39-я армия | 113-й стрелковый корпус | -          |
| 01.11.1944 года | 3-й Белорусский фронт                            | 39-я армия | 113-й стрелковый корпус | -          |
| 01.12.1944 года | 3-й Белорусский фронт                            | 39-я армия | 113-й стрелковый корпус | -          |
| 01.01.1945 года | 3-й Белорусский фронт                            | 39-я армия | 113-й стрелковый корпус | -          |
| 01.02.1945 года | 3-й Белорусский фронт                            | 39-я армия | 113-й стрелковый корпус | -          |
| 01.03.1945 года | 3-й Белорусский фронт (Земландская группа войск) | 39-я армия | 113-й стрелковый корпус |            |
| 01.04.1945 года | 3-й Белорусский фронт (Земландская группа войск) | 39-я армия | 113-й стрелковый корпус |            |
| 01.05.1945 года | Резерв ставки ВГК                                | 5-я армия  | 113-й стрелковый корпус |            |
| 01.06.1945 года | Резерв ставки ВГК                                | 39-я армия | 113-й стрелковый корпус | -          |
| 01.07.1945 года | Забайкальский фронт                              | 39-я армия | 113-й стрелковый корпус | -          |
| 01.08.1945 года | Забайкальский фронт                              | 39-я армия | 113-й стрелковый корпус | -          |
| 01.09.1945 года | Забайкальский фронт                              | 39-я армия | 113-й стрелковый корпус | -          |

## Командование

### Командиры
- Меттэ, Алексей Павлович (17.05.1943 — 13.07.1943), полковник;
- Елин, Григорий Ефимович (14.07.1943 — 30.07.1943), подполковник;
- Меттэ, Алексей Павлович (31.07.1943 — 10.12.1943), полковник;
- Майский, Иван Матвеевич (11.12.1943 — 01.04.1944), полковник;
- Ковалевский, Аркадий Макарович (02.04.1944 — 30.06.1944), полковник. Лично руководил переправой дивизии где был смертельно ранен;
- Максутов, Рахим-Сагиб Гареевич (02.07.1944 — 19.08.1944), генерал-майор;
- Попов, Константин Степанович (22.08.1944 — 14.10.1944), полковник;
- Басанец, Лука Герасимович (22.10.1944 — 03.09.1945), полковник, с 05.05.1945 генерал-майор;

### Заместители командира
- Елин, Григорий Ефимович (17.05.1943 — ??.10.1943), подполковник;
- Майский, Иван Матвеевич (??.10.1943 — 10.12.1943), полковник;
- Дудка, Лука Минович (??.06.1944 — 14.11.1944), подполковник;

### Начальники штаба
- Кондырев Георгий Иванович (1944—1945)

## Награды и наименования
| Награда (наименование)             | Дата                                                          | За что награждена |
| ---------------------------------- | ------------------------------------------------------------- | --- |
| Почётное наименование «Оршанская»  | Приказ Верховного Главнокомандующего от 6 июля 1944 года      | За овладение городом и оперативно важным железнодорожным узлом Орша — мощным бастионом обороны немцев, прикрывающим минское направление                                                      |
| орден Красного Знамени             | Указ Президиума Верховного Совета СССР от 25 июля 1944 года   | За успешное выполнение выполнение заданий командования в боях с немецкими захватчиками, за овладение столицей Советской Белоруссии городом Минск и проявленные при этом доблесть и мужество. |
| Почётное наименование «Хинганская» | Приказ Верховного Главнокомандующего от 20 сентября 1945 года | За отличие в боях с японскими войсками, умелое преодоление хребта Большой Хинган |

Личному составу 192-й стрелковой Оршанско-Хинганской Краснознамённой дивизии было объявлено семь благодарностей в приказах Верховного Главнокомандующего:
- За овладение городом и оперативно важным железнодорожным узлом Орша — мощным бастионом обороны немцев, прикрывающим минское направление. 27 июня 1944 года. № 121.
- За форсирование реки Березина, и овладение штурмом городом и крупным узлом коммуникаций Борисов — важным опорным пунктом обороны немцев, прикрывающим подступы к Минску. 1 июля 1944 года. № 126.
- За овладение штурмом столицей Советской Белоруссии городом Минск — важнейшим стратегическим узлом обороны немцев на западном направлении. 3 июля 1944 года № 128.
- За переход в наступление из района северо-западнее и юго-западнее Шяуляй (Шавли), прорыв сильно укреплённой обороны противника и овладение важными опорными пунктами обороны немцев Тельшяй, Плунгяны, Мажейкяй, Тришкяй, Тиркшляй, Седа, Ворни, Кельмы. 8 октября 1944 года № 193.
- За прорыв долговременной, глубоко эшелонированной обороны немцев, прикрывавшей границы Восточной Пруссии, вторжение в пределы Восточной Пруссии и овладение мощными опорными пунктами обороны противника — Ширвиндт, Наумиестис (Владиславов), Виллюнен, Вирбалис (Вержболово), Кибартай (Кибарты), Эйдткунен, Шталлупёнен, Миллюнен, Вальтеркемен, Пиллюпёнен, Виштынец, Мелькемен, Роминтен, Гросс Роминтен, Вижайны, Шитткемен, Пшеросьль, Гольдап, Филипув, Сувалки. 23 октября 1944 года. № 203.
- За овладение штурмом городами Восточной Пруссии Тильзит, Гросс-Скайсгиррен, Ауловёнен, Жиллен и Каукемен — важными узлами коммуникаций и сильными опорными пунктами обороны немцев на кёнигсбергском направлении. 20 января 1945 года. № 235.
- За прорыв Халун-Аршанского укреплённого района, форсировании горного хребта Большой Хинган, преодоление безводных степей Монголии, овладении городами Чанчунь, Мукден, Порт-Артур. № 372 от 23 августа 1945 года.

## Отличившиеся воины дивизии
| Награда | Ф. И. О.                            | Должность                                                                  | Звание          | Дата награждения                 | Примечания |
| ------- | ----------------------------------- | -------------------------------------------------------------------------- | --------------- | -------------------------------- | ---------- |
|         | Барыков, Геннадий Иванович          | командир орудия батареи 76-мм пушек 753-го стрелкового полка               | Старший сержант | 29.06.1945                       |            |
|         | Кудин, Иван Назарович               | командир огневого взвода 753-го стрелкового полка                          |                 | 24.03.1945                       |            |
|         | Логунов, Александр Никитич          | наводчик противотанкового ружья 490-го стрелкового полка                   | Красноармеец    | 24.03.1945                       |            |
|         | Санников, Степан Григорьевич        | помощник командира взвода 753-го стрелкового полка                         | Красноармеец    | 24.03.1945                       |            |
|         | Стебенёв, Фёдор Александрович       | командир 753-го стрелкового полка                                          | Полковник       | 24.03.1945                       |            |
|         | Шкатов, Иван Васильевич             | командир взвода 490-го стрелкового полка                                   | Лейтенант       | 24.03.1945                       |            |
|         | Амиков, Владимир Иванович           | командир отделения 200-го отдельного сапёрного батальона                   | Младший сержант | 26.07.1944 03.11.1944 19.04.1945 |            |
|         | Лазарев, Илья Семёнович             | командир пулемётного расчёта 427-го стрелкового полка                      | Старший сержант | 09.11.1944 21.02.1945 29.06.1945 |            |
|         | Никашкин, Владимир Иовович          | командир отделения 200-го отдельного сапёрного батальона                   | Старший сержант | 08.02.1944 04.09.1944 19.04.1945 |            |
|         | Никипелов, Александр Демьянович     | командир орудия 417-го отдельного истребительно-противотанкового дивизиона |                 | 18.09.1944 14.11.1944 29.06.1945 |            |
|         | Омельянович, Владимир Александрович | сапёр 200-го отдельного сапёрного батальона                                | Ефрейтор        | 25.01.1945 27.04.1945 26.12.1967 |            |
|         | Полынин, Евгений Михайлович         | командир отделения связи штабной батареи 298-го артиллерийского полка      | Старший сержант | 08.06.1944 13.02.1945 29.06.1945 |            |
|         | Юрлов, Пётр Михайлович              | командир орудия 417-го отдельного истребительно-противотанкового дивизиона |                 | 18.07.1944 03.11.1944 29.06.1945 |            |

## В дивизии служили
- Кузнецов, Иван Иванович.

## Память
- Музей боевой славы 192-й стрелковой дивизии (СОШ № 1003. г. Москва, ул. 50 лет Октября, д. 13а) Архивная копия от 14 августа 2020 на Wayback Machine